# Edmund von Sigel
Edmund Sigel, ab 1864 von Sigel, (* 19. April 1805 in Dornhan, Oberamt Sulz; † 30. November 1866 in Stuttgart) war ein deutscher evangelischer Theologe.

## Familie
Edmund Sigel war der Sohn des Oberamtmanns Christoph Friedrich Sigel (1761–1814) und der Elisabeth Salome Schott. 1835 heiratete er Luise Karoline Krauss (1809–1866), mit ihr hatte er drei Kinder. 

## Beruf
Edmund Sigel studierte von 1823 bis 1826 evangelische Theologie in Tübingen. Er war dort Mitglied der Burschenschaft Germania. Danach arbeitete er als Hauslehrer. 1828 wurde er Repetent am evangelisch-theologischen Seminar in Urach und 1829 Vikar in Reutlingen. Von 1832 bis 1836 war er Vikar in Stuttgart und Diakon in Cannstatt. Dort war er zugleich Schulkonferenzdirektor. 1836 wurde er Garnisonspfarrer in Stuttgart. 1852 wurde er als Nachfolger von Gottlob Eberhard von Hafner Prälat und Generalsuperintendent von Heilbronn.

## Politik
Die Generalsuperintendenten der Evangelischen Landeskirche waren Kraft Amtes privilegierte Mitglieder der Zweiten Kammer des württembergischen Landtags.  Edmund von Sigel trat nach seiner Ernennung in Heilbronn deshalb auch 1853 in den Landtag ein. Er übte das Amt bis zu seinem Tod aus.

## Auszeichnung
Sigel wurde 1864 das Ritterkreuz des Ordens der Württembergischen Krone verliehen, welches mit dem persönlichen Adelstitel (Nobilitierung) verbunden war.